# Susan Oliver
Susan Oliver, właściwie Charlotte Gercke (ur. 13 lutego 1932 w Nowym Jorku, zm. 10 maja 1990 w Woodland Hills) – amerykańska aktorka i reżyserka filmowa i telewizyjna, pilot.

## Życiorys

### Wczesne lata
Urodziła się w Nowym Jorku jako córka dziennikarza New York World George’a Gercke i Ruth Hale Oliver (zm. 1988). Jej rodzice rozwiedli się, zanim miała trzy lata. Jako dziecko uczęszczała do różnych szkół publicznych i na okres czterech lat do szkoły z internatem. Studiowała dramat w Swarthmore College w Pensylwanii, a następnie kontynuowała naukę w Neighborhood Playhouse w Nowym Jorku. 

### Kariera
Przyjęła pseudonim Susan Oliver i 31 lipca 1955 po raz pierwszy pojawiła się w telewizji w jednym z odcinków serialu Goodyear TV Playhouse, a następnie w innych serialach telewizyjnych, m.in. Bonanza (1960). Zagrała potem niewielką rolę Normy w dramacie Daniela Manna Butterfield 8 (1960) z Elizabeth Taylor.

### Życie prywatne
Zmarła na raka płuc 10 maja 1990 w Motion Picture & Television Hospital w Woodland Hills.

## Filmografia

### Filmy fabularne
- 1960: Butterfield 8 jako Norma
- 1965: Diabelska broń (Guns of Diablo) jako Maria Macklin
- 1970: Czarna brygada jako Anna Renvic
- 1980: Ciężko pracujący (Hardly Working) jako Claire Trent

### Seriale TV
- 1960: Bonanza jako Leta Malvet
- 1960: Poszukiwany żywy lub martwy (Wanted: Dead or Alive) jako Bess Wilson
- 1960: The Barbara Stanwyck Show jako Tracy Lane
- 1961: Nietykalni jako Rose 'Roxie' Plummer
- 1962: Spotkanie z Alfredem Hitchcockiem (The Alfred Hitchcock Hour) jako Annabel Delaney
- 1963: Doktor Kildare jako Carol Logan
- 1963: Prawo Burke’a (Burke’s Law) jako Janet Fielding
- 1965: Kryptonim U.N.C.L.E. (The Man from U.N.C.L.E.) jako Ursula Alice Baldwin
- 1965: Doktor Kildare jako dr Jessie Martel
- 1966: Peyton Place jako Anne Colby Howard
- 1974: Barnaby Jones jako Karen Macklin
- 1975-76: Dni naszego życia (Days of Our Lives) jako Laura Spencer Horton
- 1985: Napisała: Morderstwo jako Louise / pielęgniarka Marge Horton